# 5. Festiwal Polskich Filmów Fabularnych w Gdańsku
5. Festiwal Polskich Filmów Fabularnych odbył się w 1978 w Gdańsku.

## Filmy konkursowe
...Gdziekolwiek jesteś panie prezydencie..., reż. Andrzej Trzos-Rastawiecki
Akcja pod Arsenałem, reż. Jan Łomnicki
Akwarele, reż. Ryszard Rydzewski
Antyki, reż. Krzysztof Wojciechowski
Azyl, reż. Roman Załuski
Bez znieczulenia, reż. Andrzej Wajda
Bilet powrotny, reż. Ewa Petelska i Czesław Petelski
Co mi zrobisz, jak mnie złapiesz, reż. Stanisław Bareja
Granica, reż. Jan Rybkowski
Hallo Szpicbródka, reż. Janusz Rzeszewski i Mieczysław Jahoda
Nauka latania, reż. Sławomir Idziak
Nie zaznasz spokoju, reż. Mieczysław Waśkowski
Okrągły tydzień, reż. Tadeusz Kijański
Pasja, reż. Stanisław Różewicz
Pejzaż horyzontalny, reż. Janusz Kidawa
Płomienie, reż. Ryszard Czekała
Pogrzeb świerszcza, reż. Wojciech Fiwek
Pokój z widokiem na morze, reż. Janusz Zaorski
Próba ognia i wody, reż. Włodzimierz Olszewski
Rekolekcje, reż. Witold Leszczyński
Romans Teresy Hennert, reż. Ignacy Gogolewski
Sowizdrzał Świętokrzyski, reż. Henryk Kluba
Spirala, reż. Krzysztof Zanussi
Szarada, reż. Paweł Komorowski
Wesela nie będzie, reż. Waldemar Podgórski
Wielki podryw, reż. Jerzy Kołodziejczyk i Jerzy Trojan
Wodzirej, reż. Feliks Falk
Wszyscy i nikt, reż. Konrad Nałęcki
Wśród nocnej ciszy, reż. Tadeusz Chmielewski
Zapach ziemi, reż. Dragovan Jovanović
Zapowiedź ciszy, reż. Lech J. Majewski i Krzysztof Sowiński
Znaki Zodiaku, reż. Gerard Zalewski

## Jury
- Ernest Bryll (przewodniczący) – literat
- Zbigniew Kuźmiński – reżyser
- Bogusław Lambach – operator
- Kazimierz Kutz – reżyser
- Stanisław Wohl – reżyser, operator
- Stanisław Stefański – dziennikarz
- Marek Kuszewski – dziennikarz
- Daniela Czarska
- Janusz Rolicki – dziennikarz
- Janusz Urbański
- Andrzej Twerdochlib – literat

## Laureaci
Grand Prix - Lwy Gdańskie: Pasja reż. Stanisław Różewicz, Bez znieczulenia reż. Andrzej Wajda
- Nagroda Specjalna Jury: Andrzej Trzos-Rastawiecki ...Gdziekolwiek jesteś, panie Prezydencie...
- Nagrody Główne: Jan Łomnicki Akcja pod Arsenałem, Ewa i Czesław Petelscy Bilet powrotny,

Złote Plakietki:
- za rolę męską: Eugeniusz Priwieziencew Wielki podryw

Srebrne Plakietki:
- za rolę męską: Krzysztof Janczar Nie zaznasz spokoju
- za scenariusz: Andrzej Mularczyk Wielki podryw
- za zdjęcia: Zygmunt Samosiuk ...Gdziekolwiek jesteś, panie Prezydencie...
- za scenografię: Barbara Barska Wśród nocnej ciszy
- za muzykę: Wojciech Kilar Spirala
- za dźwięk: Nikodem Wołk-Łaniewski Hallo Szpicbródka

Nagroda Dziennikarzy: Krzysztof Zanussi Spirala
Nagrody specjalne:
- nagroda redakcji „Głosu Wybrzeża” za podjęcie tematyki szczególnie istotnej dla ochrony dóbr kultury narodowej - Antyki, reż. Krzysztof Wojciechowski